# Реакція Арндта-Ейстерта
В органічній хімії реакція Арндта-Ейстерта — це перетворення карбонової кислоти на її гомолог. Названа на честь німецьких хіміків Фріца Арндта (1885—1969) та Бернда Айстерта (1902—1978). Метод передбачає обробку хлорангідриду діазометаном. Це популярний метод отримання β-амінокислот з α-амінокислот.
| Реакція Арндта-Ейстера   | Реакція Арндта-Ейстера      |
| ------------------------ | --------------------------- |
| Названа на честь         | Фріца Арндта,Бернда Айстера |
| Тип реакції              | гомологація                 |
| Ідентифікатори           |                             |
| Organic Chemistry Portal | arndt-eistert-synthesis     |
| RSC ontology ID          | RXNO:0000063                |

## Умови
Крім реагенту хлориду кислоти, потрібні три інші речовини: діазометан, вода і металевий каталізатор. Кожен з них добре вивчений.
Реакція вимагає надлишок діазометану, щоб реакція з HCl,що утворився раніше,відбулась.Якщо не використовувати надлишок діазометану, HCl реагуватиме з діазокетоном з утворенням хлорметилкетону та N2. Помірні умови дозволяють цій реакції відбуватися, не впливаючи на складні або відновлювані групи в реагенті-кислоті.
Для реакції потрібна присутність нуклеофілу (води). Потрібен також металевий каталізатор, як зазначалось раніше, зазвичай обирають Ag₂O,але на реакцію мають здатність впливати і інші метали,ба більше, навіть світло та висока температура.

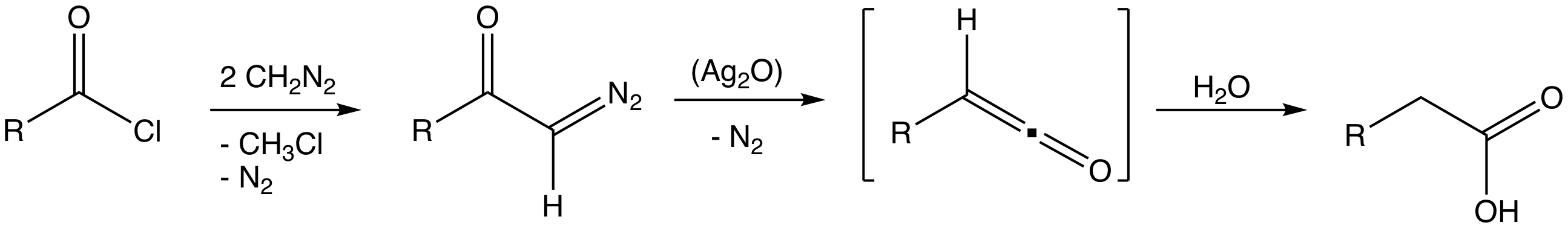
Реакція Арндта-Айстерта з проміжним продуктом кетена.

## Різновиди
Отримання бета-амінокислоти з фенілаланіну ілюструє синтез Арндта-Ейстерта, проведений з модифікацією Ньюмена-Біла, яка передбачає включення триетиламіну в розчин діазометану. Або триетиламін, або другий еквівалент діазометану поглинатимуть HCl, уникаючи утворення побічних продуктів α-хлорметилкетону.
Діазометан є традиційним реагентом, але також можна застосовувати аналоги. Діазометан є токсичним та потенційно вибухонебезпечним, що призвело до появи безпечніших альтернативних процедур, Наприклад, було продемонстровано дію діазо(триметилсиліл)метану.
Замість хлорангідридів можна використовувати кислотні ангідриди. В результаті реакції утворюється суміш гомологізованої кислоти та відповідного метилового естеру у співвідношенні 1:1.
Цей метод також можна використовувати для отримання вторинних α-діазокетонів з первинних діазоалканів Однак, існує багато складностей для проведення подібних реакцій. Первинні діазоалкани вступають у азосполучення з утворенням азинів; таким чином, умови реакції необхідно змінити, хлорангідрид мають додавати до розчину діазоалкану та триетиламіну за низьких температур. Крім того, первинні діазоалкани є дуже реакційноздатними, що робить їх несумісними з кислотними функціональними групами. Вони також реагуватимуть з активованими алкенами, включаючи α,β-ненасичені карбонільні сполуки, утворюючи 1,3-диполярні продукти циклоприєднання.
Альтернативою реакції Арндта-Ейстерта є гомологія естеру Ковальського, яка також включає утворення карбенового еквівалента, але уникає діазометану.

## Механізм реакції
Хлорангетична кислота піддається атаці діазометану з втратою HCl. Продукт альфа-діазокетону (RC(O) CHN2) піддається перегрупуванню Вольфа, каталізованому металом, з утворенням кетена, який гідратується до кислоти. Перегрупування залишає стереохімію на альфа-вуглеці відносно хлорангідриду незмінною.
Нижче також ілюстрації,які мають допомогти зрозуміти механізм реакції краще.

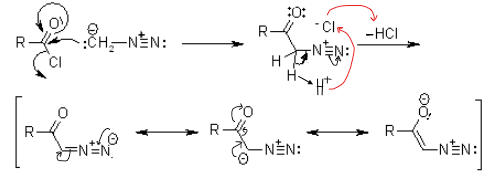
№ 1

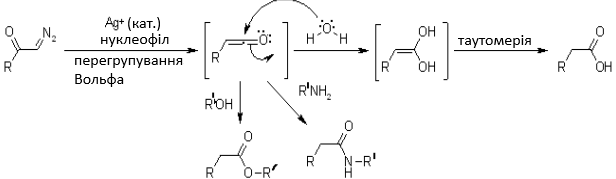
№ 2

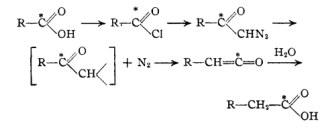
Спрощена демонстрація утворення, наступної в гомологічному ряду, карбоксильної кислоти. Стререохімія отриманої карбоксильної кислоти схожа на стереохімію вихідної кислоти.

## Історичні згадки
- Arndt, F.; Eistert, B. (1935). Ein Verfahren zur Überführung von Carbonsäuren in ihre höheren Homologen bzw. deren Derivate [A process for the conversion of carboxylic acids into their higher homologs or their derivatives]. Ber. Dtsch. Chem. Ges. (German) . 68 (1): 200—208. doi:10.1002/cber.19350680142.
- Bachmann, W. E.; Struve, W. S. (1942). The Arndt–Eistert Reaction. Org. React. 1: 38.